# Kuszlanszczina
Kuszlanszczina (ros. Кушлянщина) – wieś (ros. деревня, trb. dieriewnia) w zachodniej Rosji, w osiedlu wiejskim Chochłowskoje rejonu smoleńskiego w obwodzie smoleńskim.

## Geografia
Miejscowość położona jest nad rzeką Moszna, 5 km od drogi federalnej R135 (Smoleńsk – Krasnyj – Gusino), 7 km od drogi federalnej R120 (Orzeł – Briańsk – Smoleńsk – Witebsk), 25 km od drogi magistralnej M1 «Białoruś», 5,5 km od centrum administracyjnego osiedla wiejskiego (Chochłowo), 15 km od Smoleńska, 13 km od najbliższego przystanku kolejowego (Dacznaja II).

## Demografia
W 2010 r. miejscowość zamieszkiwały 23 osoby.